# Cieneguita, Chihuahua
Cieneguita är en ort i Mexiko.   Den ligger i kommunen Guerrero och delstaten Chihuahua, i den nordvästra delen av landet, 1 300 km nordväst om huvudstaden Mexico City. Cieneguita ligger 2 059 meter över havet och antalet invånare är 232.
Terrängen runt Cieneguita är huvudsakligen lite kuperad. Cieneguita ligger nere i en dal. Runt Cieneguita är det mycket glesbefolkat, med 7 invånare per kvadratkilometer. Närmaste större samhälle är Arisiachi, 8,9 km norr om Cieneguita. Omgivningarna runt Cieneguita är i huvudsak ett öppet busklandskap.